# Połom (Powiat Szczycieński)
Połom (deutsch Polommen) ist ein Ort in der polnischen Woiwodschaft Ermland-Masuren und gehört zur Landgemeinde Świętajno (deutsch Schwentainen) im Powiat Szczycieński (Kreis Ortelsburg).

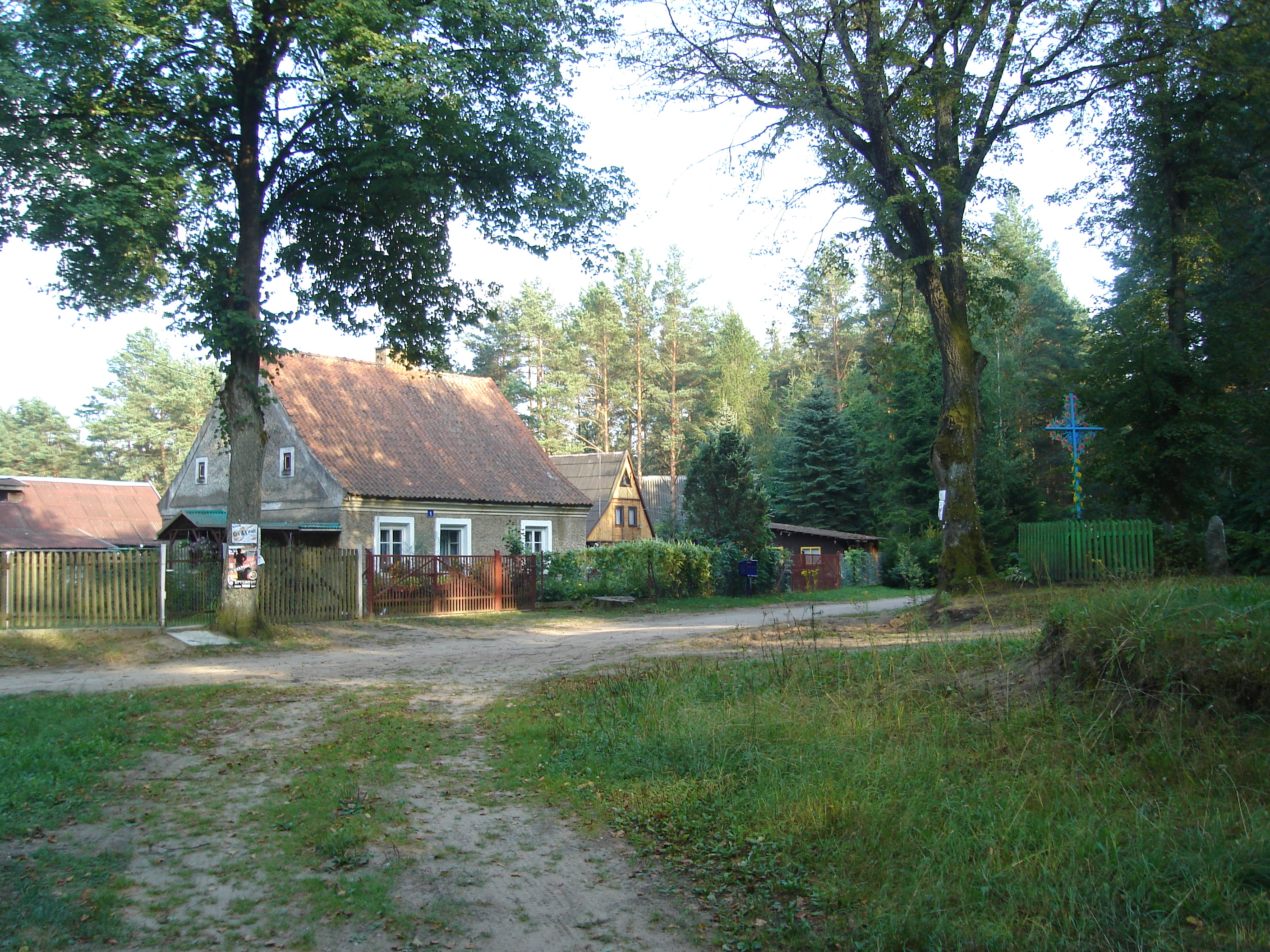
Dorfstraße in Połom

## Geographische Lage
Połom liegt am Südufer des Drusener Sees (polnisch Jezioro Zdróżno) in der südlichen Mitte der Woiwodschaft Ermland-Masuren, 28 Kilometer südöstlich der früheren Kreisstadt Mrągowo (deutsch Sensburg) und 25 Kilometer östlich der jetzigen Kreismetropole Szczytno (deutsch Ortelsburg).

## Geschichte
Ursprünglich bestand Polommen aus mehreren kleinen Gehöften. Mit dem Wohnplatz Dieblitzthal (nicht mehr existent) wurde der Ort 1874 in den neu errichteten Amtsbezirk Kelbonken (Stare Kiełbonki) eingegliedert, der – 1938 in „Amtsbezirk Kelbunken“ umbenannt – bis 1945 bestand und zum Kreis Sensburg im Regierungsbezirk Gumbinnen (ab 1905: Regierungsbezirk Allenstein) in der preußischen Provinz Ostpreußen gehörte.
Aufgrund der Bestimmungen des Versailler Vertrags stimmte die Bevölkerung im Abstimmungsgebiet Allenstein, zu dem Polommen gehörte, am 11. Juli 1920 über die weitere staatliche Zugehörigkeit zu Ostpreußen (und damit zu Deutschland) oder den Anschluss an Polen ab. In Polommen stimmten 60 Einwohner für den Verbleib bei Ostpreußen, auf Polen entfielen keine Stimmen.
Als 1945 in Kriegsfolge das gesamten südliche Ostpreußen an Polen fiel, war auch Polommen davon betroffen. Es erhielt die polnische Namensform „Połom“. Heute ist es eine Ortschaft im Verbund der Landgemeinde Świętajno (Schwentainen) im Powiat Szczycieński (Kreis Ortelsburg), bis 1998 der Woiwodschaft Olsztyn, seither der Woiwodschaft Ermland-Masuren zugehörig.

### Einwohnerzahlen
| Jahr | Anzahl |
| ---- | ------ |
| 1818 | 28     |
| 1839 | 48     |
| 1871 | 70     |
| 1885 | 95     |
| 1898 | 126    |
| 1905 | 106    |
| 1910 | 111    |
| 1933 | 79     |
| 1939 | 68     |
| 2011 | 32     |

## Kirche
Bis 1945 war Polommen in die evangelische Kirche Puppen (heute polnisch Spychowo) in der Kirchenprovinz Ostpreußen der Kirche der Altpreußischen Union sowie in die katholische St.-Adalbert-Kirche Sensburg (heute polnisch Mrągowo) im damaligen Bistum Ermland eingepfarrt.
Heute gehört Połom zur evangelischen Pfarrei Szczytno (Ortelsburg) in der Diözese Masuren der Evangelisch-Augsburgischen Kirche in Polen, außerdem zur katholischen Pfarrei Spychowo im jetzigen Erzbistum Ermland.

## Verkehr
Połom liegt abseits vom Verkehrsgeschehen und ist lediglich auf einem Landweg von der Landesstraße 59 zu erreichen, der nördlich von Spychowo abzweigt und zum Jezioro Zdróżno (Drusener See) führt. Eine Anbindung an das Schienennetz besteht nicht.